# Federación Navarra de Triatlón
La Federación Navarra de Triatlón (FNT) el organismo que gestiona el triatlón en la Comunidad Foral de Navarra.

## Historia
En el año 2000, gracias al apoyo de la Universidad Pública de Navarra, Gartzain Kirol Taldea, Beste Iruña y la SDR Arenas se funda este organismo.

## Junta directiva
La junta directiva está compuesta por:
- Presidente: Enrique Hernández Moyés.
- Vicepresidente: Mónica Zubillaga Andueza.
- Tesorero: José Ignacio Mikeo Guembe.

## Sede
Las oficinas de este organismo se encuentran situadas en la calle Paulino Caballero Nº 13, en Pamplona.